# Casa Serodine

Die Casa Serodine, früher auch Casa Borrani, ist ein Stadthaus, ein Palazzo in Ascona, benannt nach der Familie Serodine, Cristofero Serodine und dem Gestalter der Fassade dem Stuckateur Giovanni Battista Serodine (1600–1631) und dessen Bruder, dem Maler Giovanni Serodine.

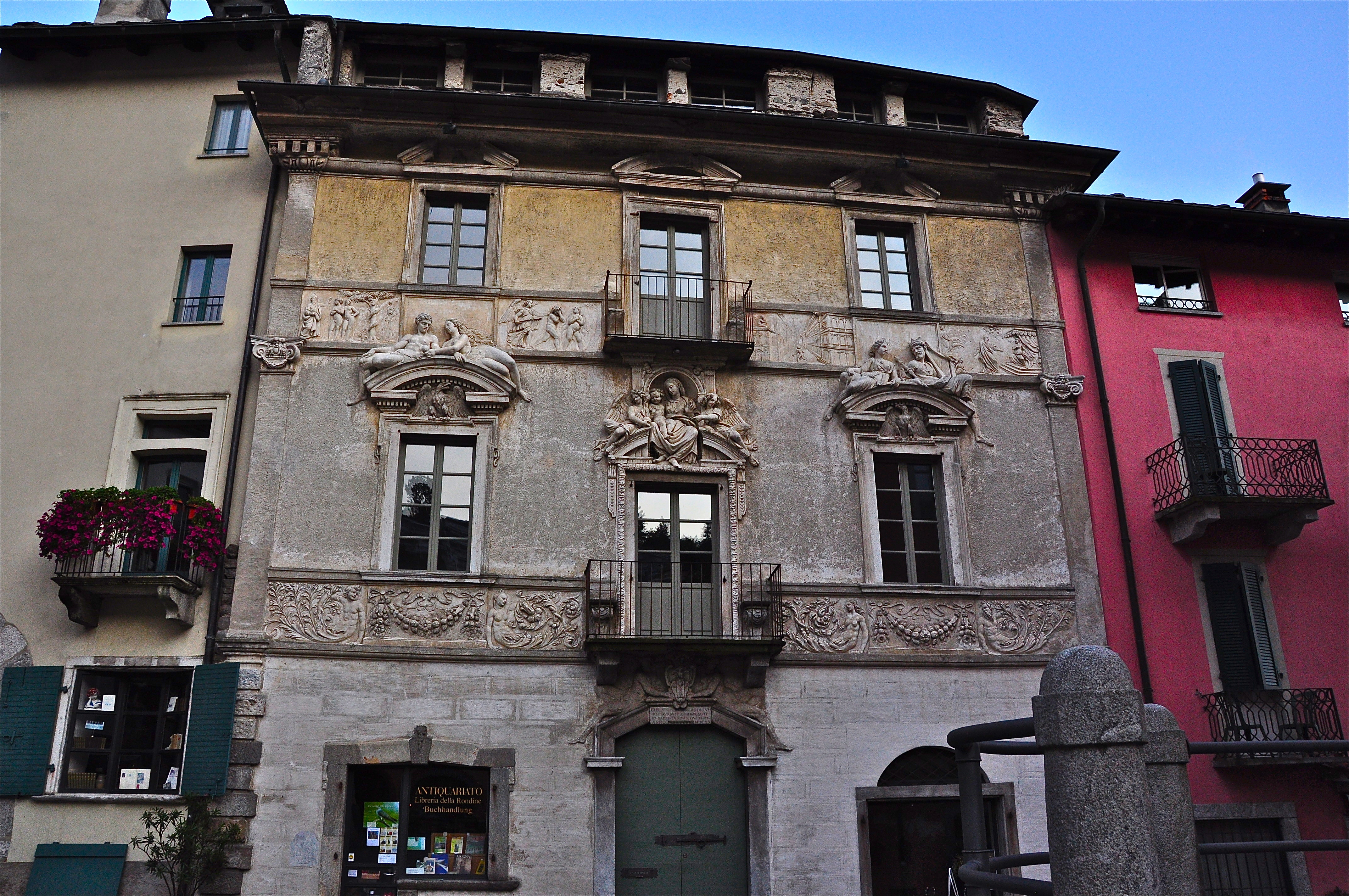
Casa Serodine

## Beschreibung
Seitlich der Kirche St. Peter und Paul steht das dreistöckige Stadthaus mit der Schaufassade, die durch Gesimse unterteilt ist. Der mittlere Teil zeigt eine Madonna mit Kind, beidseitig mit einem Engel, zu ihrer Linken Adam und Eva, mit der Versuchung und der Vertreibung aus dem Paradies. Rechts davon David und Bethseba. Der untere Fries zeigt vermutlich die vier Jahreszeiten. Gemäss Yvone Bölt, stellen die vier Allegorien die Lebensalter der Menschen dar. Die Reliefs sind sehr plastisch ausgeführt. Giovanni Battista Serodine lernte vermutlich bei Carlo Maderno. Dem Stuckateur und wohl auch Bildhauer Battista wird  die Figurengruppe Die schöne Jungfrau mit dem Kind auf der Fassade der Basilika Santa Francesca Romana zugeschrieben. Über dem Eingang ist eine Inschrift und die Jahrzahl 1620 zu sehen, das Wappen wird von zwei Jünglingen gehalten. Der Haupteingang führt in den Innenhof.
Die Casa Serodine wurde 1968 und 1990 restauriert, es ist verbunden mit der Literaturgeschichte des Tessins und dem Monte Verità. Im Lauf der Zeit war es Galerie und Antiquariat (von 1938 bis 1983) des Wladimir Rosenbaum und ist heute Teil des Museo Comunale d’Arte Moderna di Ascona. Im Haus befindet sich seit 1946 die von dem Pianisten Leo Kok als Antiquariat gegründete Buchhandlung Libreria della Rondine.

## Links
- Libreria della Rondine, Ascona